# Théo Vimpère
Théo Vimpère (Llemotges, Alta Viena, 3 de juliol de 1990) és un ciclista francès, professional des del 2013 fins al 2016.

## Palmarès
- 2010
  - 1r al Gran Premi de la Trinité
- 2011
  - 1r al Tour del Périgord
  - 1r al Gran Premi d'Oradour-sur-Vayres
  - 1r al Gran Premi d'automne
  - Vencedor d'una etapa al Tour des Deux-Sèvres
  - Vencedor d'una etapa al Tour d'Eure-et-Loir
  - Vencedor d'una etapa al Saint-Brieuc Agglo Tour
- 2012
  - 1r al Tour del Périgord
- 2014
  - 1r a la Châteauroux-Limoges
- 2016
  - 1r a Le Poinçonnet-Limoges
- 2017
  - 1r al Tour del Cantó del Pays Dunois
  - Vencedor d'una etapa al Tour de Guadalupe